# 세상에서 가장 빠른 인디언
《세상에서 가장 빠른 인디언》(The World's Fastest Indian)은 뉴질랜드의 인버카길에 기반을 둔 전지 스포츠 드라마 영화로, 2005년 뉴질랜드에서 개봉하였다. 이 영화는 앤서니 홉킨스 주연이며, 로저 도널드슨이 감독하였다.
이 영화는 2005년 12월 7일 뉴질랜드에서 긍정적인 리뷰와 함께 문을 열었으며 NZ$7,043,000에 이를 정도로 뉴질랜드 박스오피스에 가장 수익이 높은 지역 영화가 되었고 전 세계적으로는 US$18,297,690 이상을 거둬들였다. 이 영화는 2006년 2월 3일 매그놀리아 픽처스에 의해 미국 극장에 개봉하였고, 매그놀리아 홈 엔터테인먼트에 의해 2006년 12월 22일 DVD로 출시되었다.

## 캐스팅
- 앤서니 홉킨스 - 버트 먼로
- 제시카 코피엘 - 웬디
- 브루스 그린우드 - 제리
- 다이앤 래드 - 에이다